# Arthroleptinae
Arthroleptinae – podrodzina płazów bezogonowych z rodziny artroleptowatych (Arthroleptidae).

## Zasięg występowania
Podrodzina obejmuje gatunki występujące w Czarnej Afryce.

## Systematyka

### Podział systematyczny
Do podrodziny należą następujące rodzaje:
- Arthroleptis Smith, 1849
- Cardioglossa Boulenger, 1900